# Terengganu
Terengganu – stan Malezji, na Półwyspie Malajskim, o powierzchni 12 955 km². Populacja stanu wynosi 879 691. Stolicą jest Kuala Terengganu.

## Historia
W średniowieczu wasal Malakki. Od 1724 niepodległy sułtanat, w XIX wieku uzależniony od Tajlandii. Od 1909 roku w sferze wpływów brytyjskich. Od 1957 część Malezji.

## Popularność
Stan ten zdobył popularność po „Rainforest challennge 2005”, który opisała Beata Pawlikowska.